# Іннінг-ам-Гольц
Іннінг-ам-Гольц (нім. Inning am Holz) — громада в Німеччині, розташована в землі Баварія. Підпорядковується адміністративному округу Верхня Баварія. Входить до складу району Ердінг. Складова частина об'єднання громад Штайнкірхен.
Площа — 11,83 км2. Населення становить 1529 ос. (станом на 31 грудня 2020).